# Çiyni (Ağsu)
Çiyni è un comune dell'Azerbaigian situato nel distretto di Ağsu. Conta una popolazione di 873 abitanti.